# The Harptones
The Harptones war eine amerikanische Doo-Wop-Gruppe. Obwohl sie nicht den kommerziellen Erfolg ähnlicher Gruppen wie die Drifters oder die Clovers hatte, nahm die Formation Mitte der 1950er Jahre einige heute noch häufig gespielte R&B-Evergreens auf, darunter A Sunday Kind of Love, Life Is but a Dream (im Soundtrack des Films Good Fellas verwendet) und Memories of You.

## Karriere
1953 schlossen sich in Manhattan Willie Winfield (gestorben 2021) und Bill „Dicey“ Galloway von den „Harps“ sowie Curtis Cherebin, Bill Dempsey und Raoul Cita von den „Skylarks“ zusammen und nannten sich zunächst „The Harps“, später „The Harptones“. Nach kurzer Zeit verließ Cherebin die Gruppe und Billy Brown und Claudie „Nicky“ Clark kamen dazu. Im Laufe der Zeit gab es einige Umbesetzungen. Ende 1953 erschien ihre erste Single A Sunday Kind of Love, die sich an der Ostküste gut verkaufte. Weiteren Erfolg hatten The Harptones 1954 mit Why Should I Love You. Die Band trat mehrfach in den Shows von Alan Freed auf und wirkte 1956 im R&B-Film Rockin’ the Blues mit.
1957 lösten sich die Harptones nach dem Drogentod von Billy Brown auf. Es gab einige Wiedervereinigungen und weitere Singleveröffentlichungen bis 1961, darunter der Charthit What Will I Tell My Heart, 1961 Platz 96 der US-Charts.

## Auszeichnungen
1998 erhielten The Harptones den Pioneer Award der Rhythm and Blues Foundation. 2002 wurden die Gruppe in die Vocal Group Hall of Fame aufgenommen.

## Diskografie

### Alben
- 1982: Love Needs
- 2004: The Harptones and a Variety of Friends

### Kompilationen
- 1957: Golden Recordings
- 1964: The Paragons Vs. The Harptones (Splitalbum mit The Paragons; je 7 Tracks)
- 1970: The Harptones
- 1971: The Harptones (feat. Willie Winfield)
- 1972: Echoes of a Rock Era (Splitalbum mit The Crows; je 12 Tracks)
- 1988: On Sunday Afternoon: The Goldner Recordings 1956–57
- 1994: A Sunday Kind of Love (VÖ: 14. April)
- 2000: Very Best of the Harptones: Life Is but a Dream (VÖ: 25. Januar)
- 2000: The Complete Recordings (VÖ: 13. Februar)
- 2001: The Legendary Group at Their Best
- 2003: Collector’s Gold Series
- 2005: That’s the Way It Goes (VÖ: 5. Juli)
- 2012: Life Is but a Dream: The Ultimate Harptones 1953–1961 (2 CDs)

### Singles
- 1953: A Sunday Kind of Love (als The Harp-Tones; VÖ: Dezember)
- 1954: My Memories of You
- 1954: Why Should I Love You?
- 1954: Life Is but a Dream
- 1954: I’ll Never Tell (Bunny Paul mit The Harptones; VÖ: August)
- 1954: Since I Fell for You (VÖ: Dezember)
- 1955: My Success (It All Depends on You) (VÖ: November)
- 1956: What Is Your Decision (feat. Willie Winfield)
- 1956: I Almost Lost My Mind
- 1956: The Masquerade Is Over
- 1956: Three Wishes (VÖ: August)
- 1957: The Shrine of St. Cecilia
- 1957: Cry Like I Cried (VÖ: Oktober)
- 1959: Laughing on the Outside (VÖ: März)
- 1959: Hep Teenager (VÖ: Oktober)
- 1960: What Kind of Fool (Do You Think I Am) (VÖ: Mai)
- 1960: Answer Me, My Love (VÖ: Oktober)
- 1961: All in Your Mind (VÖ: Februar)
- 1961: Foolish Me / What Will I Tell My Heart (VÖ: April)
- 1961: Devil in Velvet (VÖ: August)
- 1982: Love Needs a Heart (VÖ: März)